# سالن شهر برمن
سالن شهر برمن یکی از مهم‌ترین نمونه‌هایی از معماری آجر گوتیک در اروپا می‌باشد. سمت راست سالن کلیسای جامع برمن و ساختمان پارلمان مدرن واقع‌اند. این ساختمان یکی از مکان‌های ثبت شده در میراث جهانی یونسکو در آلمان می‌باشد.